# Mistik Creek
Mistik Creek är ett vattendrag i Kanada.   Det ligger i provinsen Manitoba, i den centrala delen av landet, 2 100 km nordväst om huvudstaden Ottawa.
Trakten runt Mistik Creek är nära nog obefolkad, med mindre än två invånare per kvadratkilometer.